# James Broun-Ramsay, 1. markýz z Dalhousie
James Broun-Ramsay, 1. markýz z Dalhousie (James Andrew Broun-Ramsay, 1st Marquess of Dalhousie, 10th Earl of Dalhousie, 2nd Baron Dalhousie, 10th Baron Ramsay of Keringtoun) (22. dubna 1812, Dalhousie Castle, Skotsko – 19. prosince 1860, Dalhousie Castle, Skotsko) byl britský státník ze starobylé skotské šlechty. Byl britským ministrem obchodu a generálním guvernérem v Indii, v roce 1849 získal titul markýze. Bývá s ním spojována doktrína zaniknutí, aplikovaná v Britské Indii vůči tamním knížecím státům.

## Kariéra
Pocházel ze starobylého skotského rodu, jehož sídlem byl osm století hrad Dalhousie Castle v hrabství Midlothian, od roku 1633 náležel rodině titul hraběte z Dalhousie. James byl synem generála a kanadského generálního guvernéra 9. hraběte z Dalhousie, po matce Christian Brown (respektive Broun) (1786–1839) přijal jméno Broun-Ramsay. Dětství strávil s otcem v Kanadě, studoval v Harrow a v Oxfordu, poté cestoval po Evropě, v letech 1837–1838 byl členem Dolní sněmovny (do parlamentu neúspěšně kandidoval již v roce 1835 za Edinburgh. V roce 1838 po otci zdědil rodové tituly a vstoupil do Sněmovny lordů (v Horní sněmovně zasedal jako baron Dalhousie, protože hraběcí titul platil jen pro Skotsko). V obou sněmovnách se brzy prosadil jako odborník na problematiku obchodu a na doporučení vévody Wellingtona se brzy dostal k vysokým úřadům. V roce 1843 byl jmenován členem Tajné rady a do vlády vstoupil jako viceprezident úřadu pro obchod (1843–1845), v letech 1845–1846 byl prezidentem obchodního úřadu (ministrem obchodu).
V letech 1848-1856 byl generálním guvernérem v Indii, kde vynikl jako organizátor státní správy a budovatel komunikací. Proti vůli indických knížat došlo k rozšíření britských držav o Paňdžáb, vedl také druhou válku s Barmou obecně jeho politika částečně vedla k velkému indickému povstání v roce 1857. Indii opustil v březnu 1856, po návratu do Anglie na veřejnou činnost víceméně rezignoval, i když nadále zastával řadu čestných postů. Byl lordem strážcem soukromé pečeti a správcem korunních klenotů ve Skotsku (1841–1860), lordem strážcem pěti přístavů (1853–1860) a guvernérem Bank of Scotland (1851–1860). V roce 1849 získal titul markýze, téhož roku obdržel Řád bodláku.

## Rodina

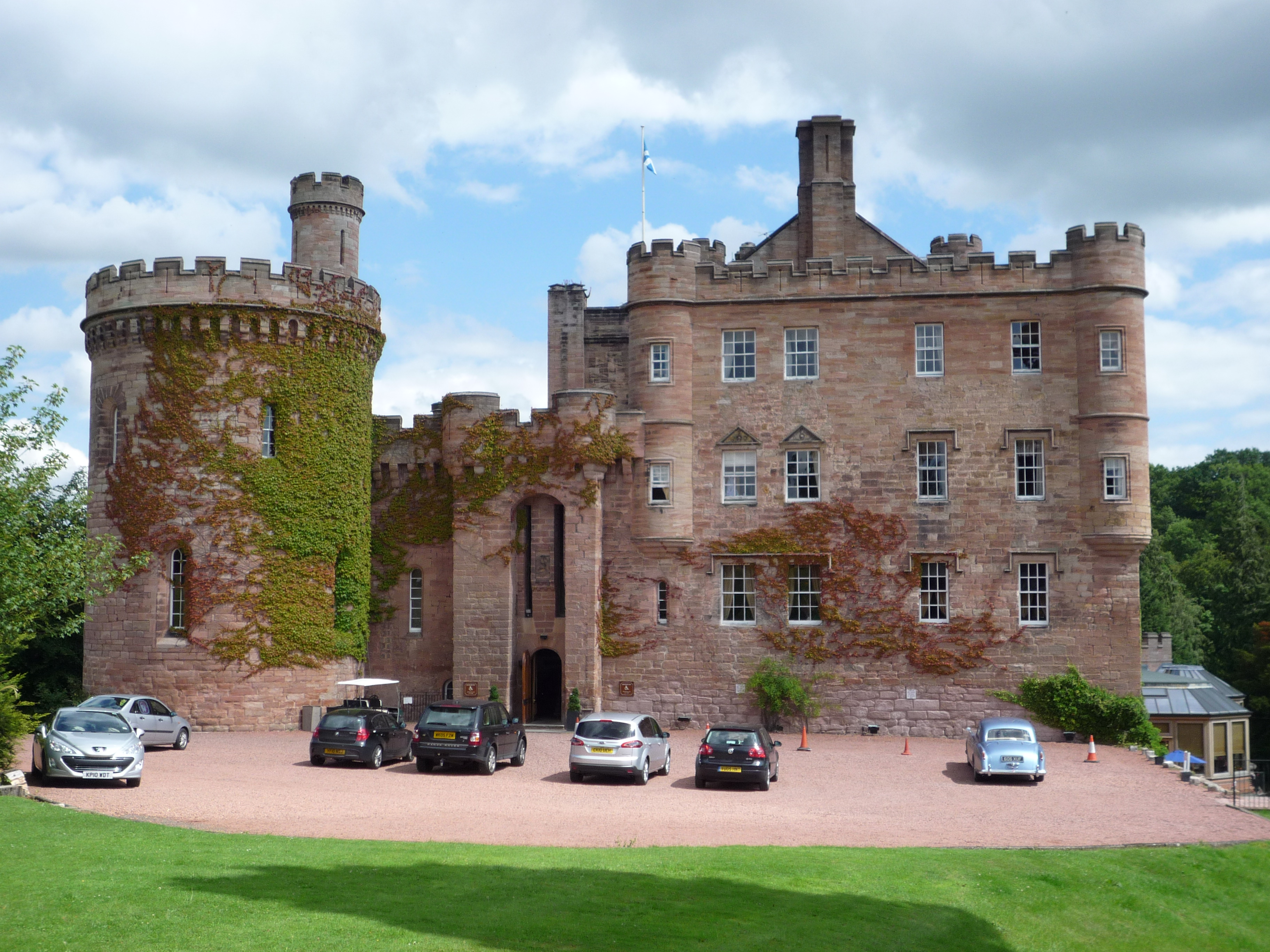
Dalhousie Castle ve Skotsku, hlavní sídlo rodu Ramsay

Manželství se Susan Hay (1815–1853), dcerou maršála 8. markýze z Tweeddale, zůstalo bez mužského potomstva, měli jen dvě dcery. Susan (1837–1898) se provdala za politika Roberta Bourke (1827–1903), jehož starší bratr Richard Bourke, 6. hrabě z Mayo byl také generálním guvernérem v Indii. Mladší dcera Edith (1839–1891) byla manželkou Sira Jamese Fergussona (1832–1907), guvernéra na Novém Zélandu a v Madrasu. Titul markýze zanikl Jamesovým úmrtím, titul hrabat z Dalhousie zdědil bratranec Fox Maule-Ramsay, 11. hrabě z Dalhousie (1801–1874), ministr války.